# 무단장 하이랑 국제공항
무단장 하이랑 국제공항(중국어 간체자: 牡丹江海浪国际机场, 영어: Mudanjiang Hailang International Airport)은 중화인민공화국 헤이룽장성 무단장시의 공항이다. 헤이룽장성에서 하얼빈 타이핑 국제공항에 이어 두 번째 규모의 공항으로 제2차 세계 대전 중에는 하이랑 육군 비행장(海浪陸軍飛行場)으로 불렀다.

## 개요
하이랑 육군 비행장은 만주국 시대에 관동군에 의해 건설되었고, 완성 후 1937년 8월 2일에는 제2비행집단 제8비행단사령부가 있었다. 그 후 제2비행집단은 1942년 4월 15일에 제2비행사단으로 개편되고 하이랑 육군 비행장에는 여덟째 항공 지구 사령부가 자리를 잡았다.
1945년 8월 13일에 목단강은 소련군에 점령되었다. 8월 15일에 일본이 항복 후 목단강 하이랑 공항은 팔로군에 의해 접수되어, 동북 민주련군 항공학교의 훈련 기지가 되었다. 1960년대 들어 중국과 소비에트 연방의 대립이 격화되고, 소련 국경에 가까운 무단장 하이랑 공항은 중국인민해방군 공군에 최전선 기지로 대형 기체 지원을 위한 확장 공사가 진행되었다.
1980년대가 되면 중소 관계가 호전됨에 따라, 1985년 국내선만을 민간에 개방했다. 2000년에는 국제선도 해금을 시켜 터미널 빌딩의 확장으로, 러시아와 정기 항로를 개설했다. 그 후 2005년에는 한국 노선도 개설되어 2009년에 처음으로 외국 항공사 대한항공과 아시아나항공이 취항, 인천국제공항 간의 직항 노선을 취항했다.
또한 대외 개방되고 현재도 중국인민해방군 공군제21사단(전투기대)과 레이다부대가 주둔하고 있다. 2005년 당시 수송 실적은 여객이 132,876명과 화물 328.7t을 처리하였다.

## 운항 노선

### 국내선
| 항공사                 | 목적지               |
| ---------------------- | -------------------- |
| 산동항공               | 다롄, 칭다오         |
| 중국동방항공           | 상하이(푸동), 옌타이 |
| 차이나 유나이티드 항공 | 베이징(다싱), 쑹위안 |
| 중국남방항공           | 선전, 선양           |

### 국제선
| 항공사       | 목적지     |
| ------------ | ---------- |
| 중국남방항공 | 서울(인천) |
| 대한항공     | 서울(인천) |

## 같이 보기
- 중화인민공화국의 공항